# إلينا تيمينا
إلينا تيمينا (مواليد 8 أيار\مايو 1969) محترفة كرة طاولة هولندية من مواليد روسيا. ولدت في موسكو، الاتحاد السوفيتي.

## محطات بارزة
الألعاب الأولمبية الصيفية
1992، برشلونة، فردي السيدات الجولة الأولى
1992، برشلونة، زوجي السيدات، الجولة الأخيرة
1996، أتلانتا، فردي السيدات الجولة الأولى
1996، أتلانتا، زوجي السيدات، الجولة النهائية
2012، لندن، فرق سيدات، الجولة النهائية
بطولات العالم
1989، دورتموند، زوجي السيدات، الأخير 16
1993، غوتنبرغ، منافسات الفرق، الخامس
1995، تيانجين، زوجي السيدات، الجولة النهائية
1995، تيانجين، منافسات الفرق، التاسع
1997، مانشستر، زوجي السيدات، الأخير 16
1997، مانشستر، منافسات الفرق، التاسع
كأس العالم للفرق
1990، هوكايدو، الخامس
1991، برشلونة، التاسع
1994، نيم، المركز الأول 
1995، أتلانتا، الخامس
كأس العالم للزوجي:
1992، لاس فيغاس ستريب، زوجي السيدات، الجولة النهائية
الاجتماعات الداعم
1996، Kettering، فردي السيدات، نصف النهائي
1996، Kettering، زوجي السيدات، الجولة النهائية
1996، بولسانو، زوجي السيدات، الجولة النهائية
1998، الدوحة، زوجي السيدات، نصف النهائي
1998، زغرب، زوجي السيدات، الجولة النهائية
2007، فيلينيه، زوجي السيدات، نصف النهائي
بطولات أوروبا
1990، غوتنبرغ، فردي السيدات، الأخير 16
1990، غوتنبرغ، زوجي السيدات، المركز الثاني 
1992، شتوتغارت، فردي السيدات، الأخير 16
1992، شتوتغارت، زوجي السيدات، نصف النهائي
1994، برمنغهام (إنجلترا)، فردي السيدات، الأخير 16
1994، برمنغهام (إنجلترا)، زوجي السيدات، المركز الثاني 
1994، برمنغهام (إنجلترا)، منافسة الفرق، المركز الأول 
1996، براتيسلافا، فردي السيدات، الأخير 16
1998، آيندهوفن، فردي السيدات، الأخير 16
2008 – 2011، بطولة الفرق الأبطال الأوروبية
بطولات الشباب الأوروبية
1983، مالمو، زوجي السيدات، المركز الثاني  (cadet)
1986، Louvin La Neuve، فردي السيدات نصف النهائي (الشباب)
بطولات أوروبا الـ12 الأولى
1992، فيينا، الخامس
1993، كوبنهاغن، التاسع
1994، أريتسو، الحادي عشر
1995، ديجون، التاسع
1996، شارلوروا، الحادي عشر
1997، آيندهوفن، التاسع

## وصلات خارجية
- إلينا تيمينا على موقع منظمة تنس الطاولة العالمي (الإنجليزية)
- إلينا تيمينا على موقع اللجنة الأولمبية الدولية (الإنجليزية)
- إلينا تيمينا على موقع أوليمبيديا (الإنجليزية)
- Elena Timina at old.ittf.com على موقع واي باك مشين (نسخة محفوظة 2017-01-11)
  - Elena Timina at ittf.com على موقع واي باك مشين (نسخة محفوظة 2011-05-18)
  - Elena Timina at ittfranking.com على موقع واي باك مشين (نسخة محفوظة 2010-02-13)
- إلينا تيمينا  على موقع اللجنة الأولمبية الدولية
- إلينا تيمينا  على موقع SportsReference  - سبورتس رفرنس